# Héni Kechi
Pour l’article homonyme, voir Kechi.
Héni Kechi, né le 31 août 1980 à Djerba, est un athlète franco-tunisien spécialiste du 400 mètres haies.

## Carrière
Concourant sous les couleurs de la Tunisie, il remporte la médaille de bronze du 400 m haies des championnats d'Afrique d'athlétisme 2002 à Radès, avec le temps de 50 s 44. Il obtient la nationalité française en 2004.
Le 19 juin 2007, il est testé positif au cannabis à l'occasion du meeting de Bonneuil-sur-Marne et se voit suspendu trois mois par la Fédération française d'athlétisme, du 9 octobre 2007 au 8 janvier 2008.
En 2009, Kechi remporte la finale du 400 m haies des championnats de France d'athlétisme 2009 d'Angers avec le temps de 49 s 93. Auteur des minimas de qualifications B (49 s 67 à Chambéry), il est sélectionné dans l'équipe de France d'athlétisme en vue des championnats du monde 2009 à Berlin. 
En 2010, Héni Kechi termine quatrième de la finale du 400 m haies lors des championnats d'Europe à Barcelone en établissant la meilleure performance de sa carrière en 49 s 34, ce qui lui permet de représenter l'Europe lors de la coupe continentale d'athlétisme 2010.
Licencié au club de l'Entente Sud lyonnais, il est entraîné à partir de 2002 par Djamel Boudebibah.
Il met un terme à sa carrière à l'été 2012, avant de devenir toxicomane. Le 16 avril 2014, il est condamné par le tribunal correctionnel de Nancy à neuf mois de prison avec sursis, assorti d'une mise à l'épreuve durant 18 mois, après avoir été interpellé sur une aire d'autoroute avec 67 grammes d'héroïne.

## Palmarès
- Championnats d'Afrique d'athlétisme 2002 à Radès :
  -  Médaille de bronze du 400 mètres haies
- Champion de France 2009 du 400 mètres haies

## Records
- 400 mètres haies : 49 s 34 (Barcelone, 31 juillet 2010)[3]